# San Francisco Rush: Extreme Racing
San Francisco Rush: Extreme Racing é um jogo eletrônico desenvolvido pela Atari Games e distribuído pela Midway Games. O jogo foi primeiramente lançado para os arcades em 1996 e convertido para Nintendo 64 em 1997 e para PlayStation no ano seguinte. San Francisco Rush: Extreme Racing é o primeiro jogo da série Rush, a qual liderou várias sequências.

## Estilos de jogos

### San Francisco Rush: Extreme Racing
Lançado em 1996, o original San Francisco Rush: Extreme Racing apresenta somente três únicas corridas em lugares de São Francisco, Califórnia e oito veículos. San Francisco Rush: Extreme Racing é o primeiro jogo a usar o motor Flagstaff.

### San Francisco Rush: The Rock
Lançado em 1997, o segundo jogo da série Rush traz quatro corridas únicas, incluindo a corrida Alcatraz, e quatro novos carros foram incluídos.

### San Francisco Rush: The Rock Wave Net
Lançado em 1998, o terceiro e último jogo da série San Francisco Rush: Extreme Racing.